# Michael Moore (filmmaker)
Michael Francis Moore  (Flint (Michigan), 23 april 1954) is een politiek en maatschappelijk geëngageerde schrijver, tv-, film- en documentairemaker uit de Verenigde Staten.

## Biografie
Moore debuteerde in 1989 met Roger & Me. In deze film over de sluiting van een autofabriek in zijn geboorteplaats - General Motors verplaatst de productie naar het goedkopere Mexico - hanteert Moore al zijn quasi-naïeve confronterende stijl van interviewen en monteren die zijn handelsmerk is geworden. In de jaren 90 kreeg hij verdere bekendheid met de televisieseries TV Nation en The Awful Truth.
Moore brak bij internationale publiek door met de documentaire Bowling for Columbine en de bijbehorende speech waarin hij uithaalde naar president George W. Bush: "Shame on you mister Bush, shame on you!!". Hiermee doelde hij op de verantwoordelijkheid van Bush voor de Irakoorlog. Bowling for Columbine won een Oscar voor beste documentaire en in 2002 ook de IDFA-publieksprijs.
Op 22 mei 2004 kreeg Moore de Gouden Palm voor zijn film Fahrenheit 9/11. Deze documentaire werd de best bekeken documentaire ooit en haalde tot augustus 2004 118 miljoen dollar op. Naast zijn werk als regisseur is Moore ook als schrijver actief. Hij heeft enkele non-fictie boeken geschreven.

## Privéleven
Moore is van 1991 tot 2013 getrouwd geweest met Kathleen Glynn.

## Werk

### Filmografie
- Roger & Me (1989)
- Pets or Meat: The Return to Flint (1992) (Een korte film)
- Canadian Bacon (1995)
- The Big One (1997)
- And Justice for All (1998)
- Bowling for Columbine (2002)
- Fahrenheit 9/11 (2004)
- Sicko (2007)
- Slacker Uprising (2008) (Ook bekend als Captain Mike Across America)
- Capitalism: A Love Story (2009)
- Where to Invade Next (2015)
- Michael Moore in TrumpLand (2016)
- Fahrenheit 11/9 (2018), documentaire over Donald Trump
- Planet of the Humans (2019), documentaire door Jeff Gibbs, geproduceerd door Michael Moore

### Televisie
- TV Nation (serie; 1994)
- The Awful Truth (serie; 1999)
- Boom! (videoclip voor System of a Down; 2003)
- Sleep now in the fire (videoclip voor Rage Against the Machine)